# C5H12N2O
化学式C5H12N2O（摩尔质量：116.16 g/mol）可以指：
- 四甲基脲（TMU），CAS号：632-22-4
- 二乙基脲（DEU），混合CAS号：50816-31-4 
  - 1,1-二乙基脲（N,N-二乙基脲），CAS号：634-95-7 
  - 1,3-二乙基脲（N,N'-二乙基脲），CAS号：623-76-7
- 丁基脲，CAS号：592-31-4
- 叔丁基脲，CAS号：1118-12-3
- N-甲基-N-亚硝基丁胺，CAS号：7068-83-9
- N-乙基-N-亚硝基-2-丙胺，CAS号：16339-04-1

|  | 这个同类索引页列出了具有相同分子式的化学物（即同分異構體）条目。 除非您是有意链接至本页，否则应将相应条目的内部链接指向正确的条目。 |